# Solpuga suffusca
Solpuga suffusca är en spindeldjursart som beskrevs av Hewitt 1916. Solpuga suffusca ingår i släktet Solpuga och familjen Solpugidae. Inga underarter finns listade i Catalogue of Life.